# Film d'action
 Pour plus de détails, voir le corps de l'article.
Le film d'action est un genre cinématographique qui met en scène une succession de scènes spectaculaires souvent stéréotypées (courses-poursuites, fusillades, explosions…) construites autour d'un conflit résolu de manière violente, généralement par la mort des ennemis du héros.
Le cinéma d'action comporte plusieurs sous-genres :
- le film policier, comme L'Arme fatale ou Le Flic de Beverly Hills, dont l'histoire repose sur une intrigue policière et mettant en scène des policiers ou des détectives ;
- le film d'espionnage, les films d'espionnage réalistes (L'Espion qui venait du froid ou Le Tailleur de Panama) pouvant être distingués des films d'espionnage fantaisistes (James Bond, Mission impossible) ;
- le thriller d'action, dominé par le suspense et une tension permanente (Piège de cristal, Speed) ;
- le film de super-héros, mettant en scène des héros dotés de pouvoirs surnaturels (Superman, Spider-Man) ou disposant de gadgets ultra-sophistiqués (Iron Man, Batman) ;
- le film de science-fiction, qui peut faire intervenir des extra-terrestres (Independance Day), des robots (Terminator) ou autres éléments imaginaires et extraordinaires ;
- la comédie d'action, qui mêle action et comédie (Rush Hour, Charlie et ses drôles de dames).

## Définition
De nombreux films qualifiés de « films d'action » peuvent être rattachés à d'autres genres cinématographiques. Par exemple, Terminator a été qualifié de « film d'action », mais il s'agit avant tout d'un film de science-fiction, en raison des thèmes qu'il aborde : voyage dans le temps, cyborg, ou encore futur post-apocalyptique. De même, L'Arme fatale est un film policier avant d'être un film d'action, car il comporte une intrigue policière.
Ce sont les nombreuses scènes spectaculaires qui jalonnent tous ces longs-métrages (explosions multiples, bagarres, chutes dans le vide) qui leur valent d'être qualifiés de « films d'action ». Dire qu'un film appartient ou non au cinéma d'action relève cependant d'un jugement subjectif. Ainsi, certains critiques qualifieront de « films d'action » des westerns, des péplums ou des films de gangsters, ce que ne font pas les spectateurs pour qui « film d'action » est synonyme de grandes explosions et de destructions en série, et pour qui cette expression n'évoque pas John Wayne ou Charlton Heston mais plutôt Sylvester Stallone et Arnold Schwarzenegger.

## Caractéristiques
Le cinéma d'action se rattache essentiellement au cinéma populaire. Nombre de ses œuvres s'achèvent par une happy end et reposent sur des éléments familiers au grand public (héros fort et courageux, personnage féminin séduisant avec lequel ce dernier aura une liaison, méchants infâmes, second rôle humoristique…). Par ailleurs, on reproche souvent aux films d'action de n'accorder qu'une faible importance à la profondeur psychologique de leurs personnages et de reposer sur des intrigues stéréotypées qui ne sont, dans certaines œuvres, qu'un prétexte pour ménager des scènes spectaculaires.
Le cinéma d'action est également caractérisé par son manque délibéré de réalisme. Il n'est pas rare d'y voir un héros tuer à lui seul une centaine de méchants armés jusqu'aux dents et éviter toutes les balles qu'ils lui tirent dessus (True Lies), survivre à une explosion avec seulement quelques égratignures (Les Ailes de l'enfer), ou sortir indemne d'une chute de quinze mètres qui s'achève dans une piscine de moins de deux mètres de profondeur (L'Arme fatale 2). Il semble alors logique que le film d'action contemporain tende de plus en plus à l'auto-parodie (Last Action Hero).
D'après un essai cinématographique effectué par un réalisateur allemand, la codification du film d'action du type blockbuster a évolué au cours de la fin du XXe siècle pour devenir un style de film chaotique. Les shaky cam, coupes plus fréquentes et plans serrés ont amené une destructuration du film, le rendant plus confus, hyperréaliste et visant à submerger le spectateur. Ces changements ont peut-être plusieurs origines : technologiques (multiplication des caméras), culturelles (public jeune habitué aux jeux vidéo, aux changements d'images très rapides) et sociétale (public plus habitué à l'instantanéité, l'information parcellaire). Cependant, certains longs-métrages contemporains se placent à contre-courant de cette tendance, proposant des cadrages moins erratiques, un nombre de caméras réduit, des plans plus longs et des chorégraphies plus élaborées, dans le cas de scènes de combat. On peut notamment citer comme exemples Snowpiercer : Le Transperceneige, A Bittersweet Life, Mad Max: Fury Road ou encore la série de films John Wick.

## Historique

### Les années 1980 et l'action musclée
Le cinéma d'action a eu plusieurs ancêtres, notamment le film policier, le film de guerre et le film d'arts martiaux, popularisé par Bruce Lee dès les années 1960. 
Mais le cinéma d'action proprement dit en tant que catégorie hollywoodienne, c'est-à-dire le cinéma où l'action (et notamment les scènes de violence) domine largement le film est une invention en fait assez récente, qui s'est essentiellement développée dans les années 1980 dans la lignée de Rambo avec Sylvester Stallone (1982), rapidement suivi par des acteurs phares comme Arnold Schwarzenegger, Chuck Norris ou Steven Seagal, dans des rôles qui mettent le plus souvent à l'honneur d'anciens soldats de la guerre du Vietnam, qu'il s'agisse de les renvoyer sur des théâtres d'opérations (Rambo 2 : La Mission, Portés disparus) ou de mettre à profit leurs talents sur le sol américain (Commando, Invasion USA, L'Arme fatale). Que le décor soit militaire ou domestique, la violence (et les armes employées) est souvent d'ampleur guerrière, avec une débauche de munitions, d'explosifs et donc de morts, bien différente des règlements de comptes, duels et fusillades des films de genre qui ont précédé cette production (comme les westerns et films de gangsters) :

« Cinéma musculaire renouvelant l’imagerie du cow-boy happy trigger, marqué par un régime quantitatif de l’action – pléthore de morts et d’explosions –, cet âge a le Vietnam pour fantôme et le backlash reaganien pour drapeau. »

— G. Bortzmeyer.

Le site spécialisé Nanarland décrit dans ces termes la sous-catégorie du « film d'action reaganien » : 

« Le film d'action reaganien, réalisé généralement dans les années 80, se caractérise par une volonté d'affirmation de la puissance militaire et du bon droit des américains, en réaction au traumatisme de la guerre du Vietnam. Les héros - par définition américains [...] - y pratiquent des interventions musclées face à l'ennemi étranger et généralement communiste, aux quatre coins du monde ou sur le sol même des États-Unis, car l'ennemi est partout (Invasion USA). Le héros du film d'action reaganien peut aller jusqu'à retourner au Vietnam pour y re-gagner la guerre à lui tout seul. Acteurs reaganiens par excellence : Chuck Norris et, dans une moindre mesure, Sylvester Stallone (pour Rambo 2 essentiellement).

Le film d'action reaganien peut éventuellement avoir pour cadre un décor urbain, et pour discours la nécessité d'y maintenir l'ordre de manière musclée. Mais le film d'auto-défense n'est pas réductible à l'adjectif reaganien ni à la période des années 1980. »

— Glossaire de Nanarland.

### Les années 1990 et le recul critique
La franchise qui va totalement renouveler le genre est Die Hard avec Bruce Willis (à partir de 1988), qui ne met plus en scène un vétéran surhumain mais un monsieur tout-le-monde ingénieux, blasé et spirituel, laissant ainsi une place à un humour dont les films de la première génération, très sérieux, étaient souvent dépourvus. Surtout, l'enjeu se déplace puisqu'il ne s'agit plus de tuer un maximum d'ennemis dans une ambiance épique mais d'éliminer stratégiquement des terroristes pour sauver des otages, obligeant à un raffinement tactique, mobilisant les neurones au moins autant que les muscles, comme l'illustreront ensuite les films de Michael Mann ou la franchise Mission impossible. À partir de 1989, un autre événement qui va contribuer à ringardiser les films d'action bodybuildés est l'apparition d'une abondance de parodies (Last Action Hero, Hot Shots, Y a-t-il un flic..., True Lies...), reléguant rapidement Chuck Norris, Jean-Claude Van Damme et Steven Seagal au format télévisuel et au « Direct-to-video » (même si ce genre survit encore à travers la filmographie d'acteurs comme Dwayne Johnson ou Jason Statham, et a fait l'objet d'une revisitation nostalgique depuis 2010 dans la franchise Expendables).

### L'action technologique des années 2000
À partir de la seconde moitié des années 1990, la guerre du Golfe valorise une nouvelle forme d'action fondée non plus sur la performance physique mais sur la maîtrise d'outils techniques : des armes bien sûr, mais aussi des technologies telles que l'informatique (tendance qui atteindra son apogée dans Matrix en 1999, où la performance intellectuelle et informatique s'incarne paradoxalement dans un retour au physique). L'adversaire se fait lui aussi de plus en plus technologique (et de plus en plus intérieur), comme dans Ennemi d'État, jusqu'à devenir purement cybernétique dans Matrix et ses suites, les derniers Terminator ou plus récemment Avengers : L'Ère d'Ultron. Les grandes crises politiques qui suivent le 11 septembre amènent aussi une remise en question de l'institution, dont la corruption devient alors, dans la lignée de X-Files, un ennemi récurrent : ce sera par exemple le cas dans la série des Jason Bourne (même si la méfiance envers les dérives de l’État central est ancienne aux États-Unis et a pu s'incarner dès 1995 dans Judge Dredd).
Dans le même temps, la frontière entre film d'action et blockbuster tous publics se réduit, notamment avec l'apparition de franchises lucratives comme les adaptations de l'univers Marvel, relancées dans le sillage du Spider-Man de Sam Raimi en 2002 : les Marvel Studios sont fondés en 1996 et actifs à partir de 2008 avec le premier Iron Man.

## Contributeurs célèbres

### Acteurs

#### Principaux
- Arnold Schwarzenegger
- Bruce Lee
- Bruce Willis
- Chuck Norris
- Clint Eastwood
- Christophe Lambert
- Dolph Lundgren
- Dwayne Johnson
- Jackie Chan
- Jason Statham
- Jean-Claude Van Damme
- Jet Li
- Kurt Russell
- Liam Neeson
- Mel Gibson
- Steven Seagal
- Sylvester Stallone
- Tom Cruise
- Val Kilmer
- Vin Diesel

#### Occasionnels
- Al Pacino
- Alec Baldwin
- Brad Pitt
- Buster Keaton
- Carl Weathers
- Christopher Walken
- Danny Glover
- Danny Trejo
- Delroy Lindo
- Denzel Washington
- Ed Harris
- Gary Busey
- Gerard Butler
- George Clooney
- Harrison Ford
- Hulk Hogan
- Ice-T
- James Belushi
- James Caan
- Jean-Paul Belmondo
- John Lithgow
- John Travolta
- John Wayne
- Keanu Reeves
- Kevin Costner
- Lance Henriksen
- Laurence Fishburne
- Luke Goss
- Mark Dacascos
- Martin Lawrence
- Michael Jai White
- Mickey Rourke
- Nicolas Cage
- Pierce Brosnan
- Robert De Niro
- Robert Patrick
- Ron Perlman
- Rutger Hauer
- Samuel L. Jackson
- Scott Adkins
- Sean Connery
- Sean Penn
- Sigourney Weaver
- Tommy Lee Jones
- Vernon Wells
- Wesley Snipes
- Will Smith
- Willem Dafoe

### Réalisateurs
- Michael Bay
- Luc Besson
- Shane Black
- Philippe de Broca
- James Cameron
- John Carpenter
- Richard Donner
- Paul Greengrass
- Tsui Hark
- Renny Harlin
- Walter Hill
- Ted Kotcheff
- Louis Leterrier
- John McTiernan
- Michael Mann
- Olivier Megaton
- Nicolas Winding Refn
- Robert Rodriguez
- Ridley Scott
- Tony Scott
- Quentin Tarantino
- Paul Verhoeven
- Simon West
- John Woo

### Producteurs
- Jerry Bruckheimer
- Joel Silver
- Don Simpson
- Harvey Weinstein
- Jerry Weintraub

## Filmographie sélective
1968 : 
- Bullitt

1971 : 
- The Big Boss
- La Rage du tigre
- L'Inspecteur Harry

1972 : 
- La Fureur de vaincre
- La Fureur du dragon

1973 : 
- Opération Dragon

1976 : 
- Le Temple de Shaolin
- Assaut

1978 : 
- Le Jeu de la mort
- La 36e chambre de Shaolin
- Le Cercle de fer
- Driver
- Superman

1979 : 
- Mad Max
- Les Guerriers de la nuit

1981 : 
- New York 1997
- Mad Max 2
- Le Professionnel
- Les Aventuriers de l'arche perdue

1982 : 
- 48 heures
- Rambo

1983 :
- Le Marginal

1984 :
- Indiana Jones et le Temple maudit
- Le Flic de Beverly Hills
- Terminator
- Portés disparus
- Karaté Kid (The Karate Kid)

1985 : 
- Mad Max 3
- Commando
- Karate Tiger - Le Tigre rouge
- Police Story
- Rambo 2 : La Mission
- Invasion U.S.A.

1986 : 
- Aliens, le retour
- Les Aventures de Jack Burton dans les griffes du Mandarin
- Le Contrat
- Cobra
- Top Gun
- Delta Force
- Le Syndicat du crime
- Karaté Kid : Le Moment de vérité 2

1987 : 
- L'Arme fatale
- Bloodsport
- Over the Top : Le Bras de fer
- Predator
- RoboCop
- Le Flic de Beverly Hills 2

1988 : 
- Piège de cristal
- Rambo 3
- Cyborg
- Double Détente
- Nico
- Invasion Los Angeles

1989 : 
- Kickboxer
- Haute Sécurité
- L'Arme fatale 2
- Punisher
- Tango et Cash
- The Killer
- Karaté Kid 3

1990 : 
- 48 heures de plus
- 58 minutes pour vivre
- Coups pour coups
- Échec et Mort
- Désigné pour mourir
- Full Contact
- Total Recall
- Delta Force 2
- RoboCop 2
- Delta Force 2: The Colombian Connection

1991 : 
- Dans les griffes du Dragon rouge
- Terminator 2 : Le Jugement dernier
- Le Dernier Samaritain
- Point Break
- Ricochet
- Double Impact
- Justice sauvage
- Il était une fois en Chine

1992 : 
- L'Arme fatale 3
- Passager 57
- Universal Soldier
- Piège en haute mer
- Explosion immédiate

1993 : 
- Demolition Man
- Cliffhanger : Traque au sommet (Cliffhanger)
- Last Action Hero
- Au-dessus de la loi
- True Romance
- Piège en eaux troubles
- Dragon, l'histoire de Bruce Lee
- Cavale sans issue
- Chasse à l'homme
- Le Fugitif
- RoboCop 3
- Sniper

1994 : 
- Drop Zone
- Timecop
- Le Flic de Beverly Hills 3
- Street Fighter - L'ultime combat
- Speed
- L'Expert
- True Lies
- Tueurs nés
- Fist of Legend
- Miss Karaté Kid

1995 : 
- Mort subite
- Bad Boys
- Desperado
- GoldenEye
- Judge Dredd
- Assassins
- Ultime Décision
- Money Train
- Piège à grande vitesse
- Heat
- USS Alabama
- Une journée en enfer

1996 : 
- Le Grand Tournoi
- Mission: Impossible
- Rock
- Broken Arrow
- Los Angeles 2013
- L'Effaceur
- Au revoir à jamais
- L'Ombre blanche
- Independence Day

1997 : 
- Air Force One
- Le Cinquième Élément
- Meurtre à la Maison-Blanche
- Breakdown
- Les Ailes de l'enfer
- Speed 2 : Cap sur le danger
- Volte-face
- Menace toxique

1998 : 
- Ennemi d'État
- L'Arme fatale 4
- Piège à Hong Kong
- Code Mercury
- U.S. Marshals
- Blade
- Rush Hour
- Negociateur
- Snake Eyes (film, 1998)

1999 : 
- Matrix
- Universal Soldier : Le Combat absolu
- le monde ne suffit pas
- Fight Club

2000 : 
- 60 secondes chrono
- Mission impossible 2
- À l'aube du sixième jour
- Taxi 2
- Tigre et Dragon
- Charlie et ses drôles de dames
- Gladiator

2001 : 
- Fast and Furious
- Le Baiser mortel du dragon
- Dommage collatéral
- Yamakasi
- The One
- Shaolin Soccer
- Hors limites

2002 : 
- Bad Boys 2
- Bad Company
- Le Transporteur
- Blade 2
- xXx
- La Mémoire dans la peau

2003 : 
- Kill Bill
- Braquage à l'italienne
- In Hell
- Terminator 3 : Le Soulèvement des machines
- Charlie's Angels 2
- En sursis
- 2 Fast 2 Furious
- SWAT : Unité d'élite

2004 : 
- Spider-Man 2
- Collateral
- Danny the Dog
- Blade: Trinity
- Crazy Kung-Fu
- Le Secret des poignards volants
- Banlieue 13

2005 : 
- Sin City
- Le Transporteur 2
- Revolver
- L'Honneur du dragon
- Miami Vice : Deux Flics à Miami

2006 : 
- Chaos
- Hyper Tension
- Les Infiltrés
- Rogue : L'Ultime Affrontement
- Fast and Furious: Tokyo Drift

2007 : 
- Die Hard 4 : Retour en enfer
- Transformers
- Spider-Man 3
- Shooter, tireur d'élite
- La nuit nous appartient
- Rogue : L'Ultime Affrontement
- La Vengeance dans la peau

2008 : 
- Les Trois Royaumes
- John Rambo
- Course à la mort
- Braquage à l'anglaise
- Taken
- Ip Man
- Le Transporteur 3

2009 : 
- Inglourious Basterds
- Hyper Tension 2
- Fast and Furious 4
- Blood and Bone

2010 : 
- Expendables : Unité spéciale
- Karaté Kid

2011 : 
- Faster
- Le Flingueur
- Killer Elite
- Fast and Furious 5
- Drive
- Colombiana

2012
- Expendables 2 : Unité spéciale
- Skyfall
- Safe
- The Raid
- Taken 2

2013
- Die Hard : Belle journée pour mourir
- G.I. Joe : Conspiration
- Du plomb dans la tête
- Parker
- Fast and Furious 6
- Man of Steel
- Machete Kills
- Évasion

2014
- X-Men: Days of Future Past
- Expendables 3